# Wiadomości Telekomunikacyjne
Wiadomości Telekomunikacyjne – miesięcznik przeznaczony dla pracowników firm telekomunikacyjnych. Organ Stowarzyszenia Elektryków Polskich, wydawany obecnie przez Wydawnictwo SIGMA-NOT. 

## Historia
- miesięcznik powstał w 1932 roku jako Wiadomości Teletechniczne, początkowo jako przeznaczona dla techników i monterów wkładka do Przeglądu Teletechnicznego
- od 1935 samodzielne czasopismo Stowarzyszenia Teletechników Polskich
- 1939 - wydawcą zostało Stowarzyszenie Elektryków Polskich, przyjęcie obecnej nazwy
- 1950 - wydawcą zostało Wydawnictwo Czasopism Technicznych NOT
- w okresie 1956-1959 wydawany przez pod tytułem Tele-Radio
- zlikwidowany w 1959
- reaktywowany w 1961 przez Wydawnictwa Komunikacji i Łączności jako pismo Ministerstwa Łączności dla personelu technicznego podległych mu przedsiębiorstw[1]
- od 1992 wydawany we wspólnym zeszycie z Przeglądem Telekomunikacyjnym.